# Elezioni generali in Bosnia ed Erzegovina del 2018
Le elezioni generali in Bosnia ed Erzegovina del 2018 si sono tenute il 7 ottobre per l'elezione della presidenza e il rinnovo dell'Assemblea parlamentare (Camera dei rappresentanti e Camera dei popoli).
Riguardo alle due entità federali, nella Federazione di Bosnia ed Erzegovina ebbero luogo le elezioni per il Parlamento (Camera dei rappresentanti e Camera dei popoli) e le elezioni cantonali; nella Repubblica Serba di Bosnia ed Erzegovina le elezioni presidenziali e le elezioni per l'Assemblea nazionale.

## Risultati nazionali

### Elezioni della presidenza

#### Comunità bosgnacca
| Candidati         | Partiti                                                    | Voti    | %     |
| ----------------- | ---------------------------------------------------------- | ------- | ----- |
| Šefik Džaferović  | Partito d'Azione Democratica                               | 212 581 | 36,61 |
| Denis Bećirović   | Partito Socialdemocratico di Bosnia ed Erzegovina          | 194 688 | 33,53 |
| Fahrudin Radončić | Alleanza per un Futuro Migliore della Bosnia ed Erzegovina | 75 210  | 12,95 |
| Mirsad Hadžikadić | Piattaforma per il Progresso                               | 58 555  | 10,09 |
| Senad Šepić       | Blocco Indipendente                                        | 29 922  | 5,15  |
| Amer Jerlagić     | Partito per la Bosnia ed Erzegovina                        | 9 655   | 1,66  |
| Totale            | Totale                                                     | 580 611 | 100   |

#### Comunità serba
| Candidati       | Partiti                                                           | Voti    | %     |
| --------------- | ----------------------------------------------------------------- | ------- | ----- |
| Milorad Dodik   | Alleanza dei Socialdemocratici Indipendenti                       | 368 210 | 53,88 |
| Mladen Ivanić   | Alleanza per la Vittoria (SDS - PDP - NDP - SRS RS - PUP - SSSSB) | 292 065 | 42,74 |
| Mirjana Popović | Partito Progressista Serbo                                        | 12 731  | 1,86  |
| Gojko Kličković | Primo Partito Democratico Serbo                                   | 10 355  | 1,52  |
| Totale          | Totale                                                            | 683 361 | 100   |

#### Comunità croata
| Candidati                 | Partiti                                           | Voti    | %     |
| ------------------------- | ------------------------------------------------- | ------- | ----- |
| Željko Komšić             | Fronte Democratico                                | 225 500 | 52,64 |
| Dragan Čović              | Unione Democratica Croata di Bosnia ed Erzegovina | 154 819 | 36,14 |
| Diana Zelenika            | Unione Democratica Croata 1990                    | 25 890  | 6,04  |
| Boriša Falatar            | Naša Stranka                                      | 16 036  | 3,74  |
| Jerko Ivanković-Lijanović | Partito Popolare del Lavoro per il Progresso      | 6 099   | 1,42  |
| Totale                    | Totale                                            | 428 344 | 100   |

### Elezioni parlamentari

#### Camera dei rappresentanti
| Liste                                                      | F. BiH  | F. BiH | F. BiH | R. Srpske | R. Srpske | R. Srpske | Totale    | Totale | Totale |
| Liste                                                      | Voti    | %      | Seggi  | Voti      | %         | Seggi     | Voti      | %      | Seggi  |
| ---------------------------------------------------------- | ------- | ------ | ------ | --------- | --------- | --------- | --------- | ------ | ------ |
| Partito d'Azione Democratica                               | 252.058 | 25,48  | 8      | 29.673    | 4,45      | 1         | 281.731   | 17,01  | 9      |
| Alleanza dei Socialdemocratici Indipendenti                | 4.663   | 0,47   | -      | 260.930   | 39,10     | 6         | 265.593   | 16,03  | 6      |
| SDS - NDP - NS - SRS                                       | N.D.    | N.D.   | N.D.   | 162.414   | 24,34     | 3         | 162.414   | 9,80   | 3      |
| Partito Socialdemocratico di Bosnia ed Erzegovina          | 140.782 | 14,23  | 5      | 9.672     | 1,45      | -         | 150.454   | 9,08   | 5      |
| HDZ - HSS - HKDU - HSP AS - HSP H-B                        | 145.487 | 14,71  | 5      | 4.385     | 0,66      | -         | 149.872   | 9,05   | 5      |
| Fronte Democratico - GS                                    | 96.174  | 9,72   | 3      | N.D.      | N.D.      | N.D.      | 96.174    | 5,81   | 3      |
| Partito del Progresso Democratico                          | N.D.    | N.D.   | N.D.   | 83.832    | 12,56     | 2         | 83.832    | 5,06   | 2      |
| Alleanza Popolare Democratica                              | 652     | 0,07   | -      | 68.637    | 10,29     | 1         | 69.289    | 4,18   | 1      |
| Alleanza per un Futuro Migliore della Bosnia ed Erzegovina | 67.599  | 6,83   | 2      | 1.394     | 0,21      | -         | 68.993    | 4,16   | 2      |
| Naša Stranka                                               | 48.401  | 4,89   | 2      | N.D.      | N.D.      | N.D.      | 48.401    | 2,92   | 2      |
| Blocco Indipendente                                        | 41.512  | 4,20   | 1      | N.D.      | N.D.      | N.D.      | 41.512    | 2,51   | 1      |
| Movimento d'Azione Democratica                             | 38.417  | 3,88   | 1      | N.D.      | N.D.      | N.D.      | 38.417    | 2,32   | 1      |
| Partito Socialista                                         | N.D.    | N.D.   | N.D.   | 31.321    | 4,69      | 1         | 31.321    | 1,89   | 1      |
| Partito dell'Attività Democratica                          | 29.726  | 3,01   | 1      | 756       | 0,11      | -         | 30.482    | 1,84   | 1      |
| HDZ 1990 - HSP BIH                                         | 28.962  | 2,93   | -      | N.D.      | N.D.      | N.D.      | 28.962    | 1,75   | -      |
| Popolo e Giustizia                                         | 23.381  | 2,36   | -      | N.D.      | N.D.      | N.D.      | 23.381    | 1,41   | -      |
| Partito per la Bosnia ed Erzegovina                        | 17.830  | 1,80   | -      | N.D.      | N.D.      | N.D.      | 17.830    | 1,08   | -      |
| Partito Patriottico di Bosnia ed Erzegovina                | 16.433  | 1,66   | -      | N.D.      | N.D.      | N.D.      | 16.433    | 0,99   | -      |
| Lista Bosniaco-Erzegovina Indipendente                     | 12.505  | 1,26   | -      | N.D.      | N.D.      | N.D.      | 12.505    | 0,75   | -      |
| Partito Laburista della Bosnia-Erzegovina                  | 7.734   | 0,78   | -      | N.D.      | N.D.      | N.D.      | 7.734     | 0,47   | -      |
| Primo Partito Democratico Serbo                            | N.D.    | N.D.   | N.D.   | 7.513     | 1,13      | -         | 7.513     | 0,45   | -      |
| Partito dei Pensionati                                     | 7.185   | 0,73   | -      | N.D.      | N.D.      | N.D.      | 7.185     | 0,43   | -      |
| Partito Bosniaco                                           | 5.771   | 0,58   | -      | N.D.      | N.D.      | N.D.      | 5.771     | 0,35   | -      |
| Partito Progressista Serbo                                 | N.D.    | N.D.   | N.D.   | 4.750     | 0,71      | -         | 4.750     | 0,29   | -      |
| Alleanza per una Nuova Politica                            | 728     | 0,07   | -      | 1.381     | 0,21      | -         | 2.109     | 0,13   | -      |
| Partito Croato di Bosnia ed Erzegovina                     | 1.095   | 0,11   | -      | N.D.      | N.D.      | N.D.      | 1.095     | 0,07   | -      |
| Partito Liberale Democratico                               | 1.833   | 0,19   | -      | N.D.      | N.D.      | N.D.      | 1.833     | 0,11   | -      |
| Lijevo Krilo                                               | 264     | 0,03   | -      | 666       | 0,10      | -         | 930       | 0,06   | -      |
| Totale                                                     | 989.192 |        | 28     | 667.324   |           | 14        | 1.656.516 |        | 42     |

#### Camera dei popoli
Per la Camera dei Popoli è prevista un'elezione di secondo grado: i suoi membri sono eletti dalle assemblee legislative della Federazione di Bosnia ed Erzegovina e della Repubblica Serba di Bosnia ed Erzegovina.

## Risultati nella Federazione di Bosnia ed Erzegovina

### Elezioni parlamentari

#### Camera dei rappresentanti
| Liste                                                      | Voti      | %     | Seggi |
| ---------------------------------------------------------- | --------- | ----- | ----- |
| Partito d'Azione Democratica                               | 252 817   | 25,25 | 27    |
| Partito Socialdemocratico di Bosnia ed Erzegovina          | 145 458   | 14,53 | 16    |
| HDZ - HSS - HKDU - HSP-HNS - HSP AS - HDU - HSS SR         | 143 704   | 14,35 | 16    |
| Fronte Democratico - GS                                    | 93 708    | 9,36  | 10    |
| Alleanza per un Futuro Migliore della Bosnia ed Erzegovina | 70 571    | 7,05  | 8     |
| Naša Stranka                                               | 50 947    | 5,09  | 6     |
| Movimento d'Azione Democratica                             | 37 731    | 3,77  | 4     |
| Blocco Indipendente                                        | 34 913    | 3,49  | 4     |
| Partito dell'Attività Democratica                          | 27 396    | 2,74  | 2     |
| HDZ 1990 - HSP                                             | 25 663    | 2,56  | 2     |
| Popolo e Giustizia                                         | 23 222    | 2,32  | 2     |
| Partito per la Bosnia ed Erzegovina                        | 23 007    | 2,30  | –     |
| Lista Bosniaco-Erzegovina Indipendente                     | 15 113    | 1,51  | –     |
| Partito Patriottico di Bosnia ed Erzegovina                | 14 022    | 1,40  | –     |
| Partito dei Pensionati                                     | 8 152     | 0,81  | –     |
| Partito Laburista di Bosnia ed Erzegovina                  | 7 656     | 0,76  | 1     |
| Partito Bosniaco                                           | 7 092     | 0,71  | –     |
| Partito Repubblicano Croato                                | 6 670     | 0,67  | –     |
| Lista Serba                                                | 5 244     | 0,52  | –     |
| Altri <0,50%                                               | 8 247     | 0,82  | –     |
| Totale                                                     | 1 001 333 | 100   | 98    |

#### Camera dei popoli
È prevista un'elezione a doppio grado: i membri sono eletti dalle assemblee legislative cantonali.

### Elezioni cantonali
Le elezioni hanno luogo in ciascuno dei 10 cantoni della Federazione di Bosnia ed Erzegovina.

## Risultati nella Repubblica Serba

### Elezioni presidenziali
| Candidati                       | Partiti                                                                 | Voti    | %     |
| ------------------------------- | ----------------------------------------------------------------------- | ------- | ----- |
| Željka Cvijanović               | Alleanza dei Socialdemocratici Indipendenti                             | 319 699 | 47,04 |
| Vukota Govedarica               | Alleanza per la Vittoria (SDS - PDP - NDP - SRS RS - SRS VŠ - NS - SNS) | 284 195 | 41,82 |
| Ramiz Salkić                    | Insieme per la Bosnia ed Erzegovina (SDA - SZBiH - BPS)                 | 21 292  | 3,13  |
| Ćamil Duraković                 | Indipendente                                                            | 10 299  | 1,52  |
| Radomir Lukić                   | Primo Partito Democratico Serbo                                         | 6 021   | 0,89  |
| Josip Jerković                  | HDZ - HSS - HKDU - HSP-HNS                                              | 5 881   | 0,87  |
| Darko Matijašević               | Partito Progressista Serbo                                              | 4 346   | 0,64  |
| Duško Košpić                    | Indipendente                                                            | 3 273   | 0,48  |
| Sadik Ahmetović                 | Blocco Indipendente                                                     | 3 221   | 0,47  |
| Jusuf Arifagić                  | Lista Bosniaco-Erzegovina Indipendente                                  | 2 550   | 0,38  |
| Jozo Barišić                    | Partito Croato di Bosnia ed Erzegovina                                  | 2 379   | 0,35  |
| Admir Čavka                     | Alleanza per un Futuro Migliore della Bosnia ed Erzegovina              | 1 941   | 0,29  |
| Slavko Sekulić                  | Indipendente                                                            | 1 120   | 0,16  |
| Gordana Kršić                   | Indipendente                                                            | 1 111   | 0,16  |
| Darko Miletić                   | Indipendente                                                            | 1 109   | 0,16  |
| Vojin Pavlović                  | Indipendente                                                            | 1 021   | 0,15  |
| Željka Mićić                    | Indipendente                                                            | 1 012   | 0,15  |
| Altri <1000 voti (20 candidati) | -                                                                       | 9 131   | 1,34  |
| Totale                          | Totale                                                                  | 679 601 | 100   |

### Elezioni parlamentari
| Liste                                                  | Voti    | %     | Seggi |
| ------------------------------------------------------ | ------- | ----- | ----- |
| Alleanza dei Socialdemocratici Indipendenti            | 218 201 | 31,87 | 28    |
| SDS - SRS RS - SRS VŠ                                  | 123 515 | 18,04 | 16    |
| Alleanza Popolare Democratica                          | 98 851  | 14,44 | 12    |
| Partito del Progresso Democratico                      | 69 948  | 10,22 | 9     |
| Partito Socialista                                     | 56 106  | 8,19  | 7     |
| Insieme per la Bosnia ed Erzegovina (SDA - SBiH - BPS) | 29 556  | 4,32  | 4     |
| NDP - NS - SNS                                         | 28 183  | 4,12  | 4     |
| Srpska Unita                                           | 21 187  | 3,09  | 3     |
| Blocco Pro-Europeo                                     | 11 157  | 1,63  | –     |
| Movimento per una Srpska di Successo                   | 6 330   | 0,92  | –     |
| Primo Partito Democratico Serbo                        | 6 288   | 0,92  | –     |
| Partito Progressista Serbo                             | 3 595   | 0,53  | –     |
| HDZ - HSS - HKDU - HSP-HNS                             | 2 083   | 0,30  | –     |
| Unione per una Nuova Politica                          | 1 612   | 0,24  | –     |
| Movimento d'Azione Democratica                         | 1 547   | 0,23  | –     |
| Savez Ostanak                                          | 1 420   | 0,21  | –     |
| Lista Bosniaco-Erzegovina Indipendente                 | 1 114   | 0,16  | –     |
| Partito Comunista                                      | 1 089   | 0,16  | –     |
| Altri <010%                                            | 2 962   | 0,43  | –     |
| Totale                                                 | 684 744 | 100   | 83    |